# طراح
طراح (به انگلیسی: Designer) شخصی است که با تهیهٔ نقشه‌ها یا ترسیمات، شکل یا ساختار چیزی را پیش از ساخته شدن، برنامه‌ریزی می‌کند. در عمل، هرکسی که اشیاء، محصولات، فرآیندها، قوانین، بازی‌ها، گرافیک‌ها، خدمات یا تجربیات ملموس یا ناملموس را ایجاد می‌کند، می‌تواند طراح نامیده شود.

## بررسی اجمالی
طراح فردی است که طراحی می‌کند. طراح می‌تواند فردی باشد که به طراحی به مثابهٔ یک اثر مستقل می‌پردازد؛ یا طراحی را به منزلهٔ ترسیم مقدماتی برای یک اثر هنری؛ یا پیش‌طرح و سازماندهی برای یک اثر کاربردی به کار می‌گیرد. در مورد اول و دوم، فرهنگ و بینش هنرمند و همچنین حالات روحی-روانی او عامل اصلی در فرآیند طراحی اوست. در مورد سوم اما او یک «مسئله حل‌کن خلاق» است که آموخته است: اول بفهمد، سپس نقشهٔ کار را بکشد، آنگاه طرحی را اجرا کند که یک کارکرد یا پیام خاص را با راه و روش تصویری و تخیلی، به مخاطبینی معین، عرضه یا بیان کند.
طراح کسی است که مفاهیم/ایده‌ها/محصولات جدید را برای مصرف عموم مردم مفهوم‌سازی و خلق می‌کند. او با هنرمندی که برای عده‌ای معدود، هنری خلق می‌کند که آن‌ را بفهمند، متفاوت است. با این حال، هر دو حوزه نیاز به درک زیبایی‌شناسی دارند. در دورهٔ باستان طراحی لباس، مبلمان و سایر مصنوعات رایج بیشتر به صنعتگران متخصص در ساخت آن‌ها واگذار شد.
با افزایش پیچیدگی در طراحی صنعتیِ جامعهٔ امروزی و با توجه به نیازهای تولید انبوه که معمولاً زمان بیشتر با هزینهٔ بیشتر همراه است، روش‌های تولید پیچیده‌تر شده و به همراه آن، نحوهٔ ایجاد طرح‌ها و روش‌های تولید آن‌ها نیز به وجود آمد. تقسیم‌بندی‌های باستانی، امروزه با توجه به محصول طراحی شده یا شاید ابزار تولید آن به حوزه‌های کوچکتر و تخصصی‌تر طراحی (طراحی منظر، طراحی شهری، طراحی داخلی، طراحی صنعتی، طراحی مبلمان، طراحی مد و بسیاری موارد دیگر) تقسیم می‌شوند. با وجود تخصص‌های مختلف در صنعت طراحی، همهٔ آن‌ها از نظر رویکرد، مهارت و روش کار شباهت‌هایی دارند.
استفاده از روش‌های طراحی و تفکر طراحی برای حل مشکلات و ایجاد راه‌حل‌های جدید از مهم‌ترین جنبه‌های طراح بودن است. بخشی از کار یک طراح این است که مخاطبی را بشناسد که قصد دارد به آن خدمت کند.

## حرفه‌های طراحی
انواع مختلف طراحان عبارتند از:
- طراحی پویانمایی
- طراحی معماری
- طراحی ارتباطات
- طراحی لباس
- طراحی مهندسی
- طراحی مد
- طراحی گل
- طراحی مبلمان
- طراحی بازی
- طراحی گرافیک
- طراحی صنعتی
- طراحی آموزشی
- طراحی تعاملی
- طراحی داخلی
- طراحی جواهرات
- طراحی منظر
- طراحی نشان‌واره
- طراحی نورپردازی
- طراحی بسته‌بندی
- طراحی محصول
- طراحی صحنه
- طراحی خدمات
- طراحی نرم‌افزار
- طراحی صدا
- طراحی راهبردی
- طراحی سامانه‌ها
- طراحی پارچه
- طراحی شهری
- طراحی تجربه کاربری
- طراحی واسط کاربری
- طراحی وب